# Mark Henderson
Mark Andrew Henderson (Washington, 14 novembre 1969) è un ex nuotatore statunitense.

## Carriera
Assieme ai compagni Jeff Rouse, Jeremy Linn e Gary Hall ha vinto la staffetta 4x100m misti ai giochi di Atlanta 1996.

## Palmarès
- Giochi olimpici estivi

Atlanta 1996: oro nella 4x100m misti.
- Mondiali

Perth 1991: oro nella 4x100m misti.
Roma 1994: oro nella 4x100m misti.
- Mondiali in vasca corta

Palma di Maiorca 1993: oro nella 4x100m misti e argento nei 100m farfalla e 4x100m stile libero.
- Giochi PanPacifici

Tokyo 1989: bronzo nei 100m farfalla
Edmonton 1991: oro nella 4x100m misti e bronzo nei 100m farfalla.
Kobe 1993: oro nei 100m farfalla e 4x100m misti.
Atlanta 1995: oro nella 4x100m misti e argento nella 100m farfalla.

## Riconoscimenti
- American Swimmer of the Year: 1996